# Elwy

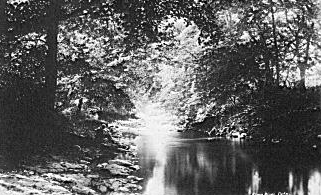
Francis Bedfords (1816-1894) avbildning av floden under 1860-talet

Elwy (kymriska: Afon Elwy) är en flod i norra Wales, och är en biflod till Clwyd. Floden bildas vid byn Llangernyw där tre floder, Cledwen, Collen och Gallen möts. Den flyter österut genom Llanfair Talhaiarn och några kilometer nedströms från byn möts den av en biflod vid namn Aled.
Sedan floden passerat igenom Bont-newydd, vänder den återigen norrut och flyter genom St. Asaph. Den flyter in i Clwyd ungefär mittemellan St. Asaph och Rhuddlan, och floderna kan ses flyta sida vid sida i flera kilometer.
Ett antal grottor längs med Elwys lägre floddal är av stort arkeologiskt intresse; i en av dem har man hittat resterna av en neandertalmänniska, och detta är den nordvästligaste plats någonsin där en sådan person hittats.
Elwy är även känd för sitt lax- och öringfiske.